# Rana Ahmad
Rana Ahmad   (Riad, 1985) o Rana Ahmad Hamd és el pseudònim d'una activista siriana pels drets de les dones i ex-musulmana, que va fugir a Alemanya l'any 2015, on actualment resideix.
La seua fugida, recolzada per Atheist Republic (República Atea) i Faith to Faithless (Fe per als que no tenen fe), la documentà Vice News en Leaving Islam (Deixant l'islam): Rescatant exmusulmans (2017) i després el 2018 publicà una autobiografia en alemany, Frauen dürfen hier nicht träumen (Les dones no tenen permís de somiar ací), que fou traduïda al francés.
El 2017, Rana Ahmad fundà, a Colònia, Atheist Refugee Relief (Assistència a refugiats ateus), per ajudar els refugiats que no professen cap religió i per a millorar les seues condicions de vida amb el treball polític.

## Biografia

### Joventut
El pare d'Ahmad vingué de Síria per a treballar com a cap de construcció a Aràbia Saudita a mitjan 1970. Quatre anys més tard, es casà amb la mare de Rana Ahmad a Síria i la portà a Riad. Ahmad hi nasqué el 1985, té un germà major, i un germà i germana de menor edat. La seua família era profundament religiosa, en paraules seues "era una família extremista comparada amb altres famílies de la nostra societat". Ella i els seus germans foren educats sobre l'Alcorà des de l'edat de 4 anys.
Rana Ahmad va assistir a una escola estatal de xiquetes, molt immersa en la religió. Li ensenyaren que els no musulmans han d'anar a l'infern, i que l'odi cap als cristians i jueus és un deure religiós. A l'edat de 10 anys, el seu avi li va llevar la bicicleta, argumentant que "era massa major per a això", per la qual cosa va sentir que li robaven el que li feia sentir-se lliure.
Amhad no entenia per què havia de considerar haram quan les "xiquetes grans" munten amb bicicleta però no quan els xiquets fan el mateix.(11.33, 13.30) L'endemà mateix, la forçaren a usar una abaya i un hijab negre. Malgrat que la llei saudita no hi obliga, a l'edat de 13 anys Ahmad fou obligada per la família i l'escola a usar un nicab que li cobria encara més el rostre, i només li deixava els ulls descoberts. Rana mai no va tenir cap contacte amb un xiquet o home que no fos un parent fins que va ser adulta.

### Educació superior i exploració en línia
A l'edat de 19, se suposava que Rana Ahmad es casaria per matrimoni concertat, i hi havia una festa de compromís a Síria. Però, l'espòs es negà a traslladar-se a Aràbia Saudita i ella va refusar anar a viure a Síria; l'espòs es va tornar abusiu i és per això que ella demanà el divorci i es va tornar amb els seus pares, la qual cosa tacà la seua reputació social. Ella rebutjà altres tres propostes de matrimoni d'homes saudites argumentant que volia avançar en la seua educació.
Rana Ahmad va assistir a cursos d'anglés i processament electrònic de dades, després treballà com a recepcionista i oficinista en centres mèdics i hospitals. No obstant això, a causa del sistema saudita del protector masculí (valí), Rana Ahmad rarament eixia de casa; tampoc podia conduir ni viatjar sola.
En endinsar-se en internet descobrí la filosofia (la qual Ahmad afirma que és prohibida a Aràbia Saudita) i l'ateisme a l'edat de 25 anys.
Va veure documentals (com ara sobre la teoria de l'evolució i el Big bang) i llibres de Richard Dawkins, Friedrich Nietzsche, Voltaire i Charles Darwin traduïts a l'àrab. "Vaig plorar quan vaig descobrir totes les coses que mai m'havien ensenyat i m'havien ocultat", va comentar Rana Ahmad en una entrevista del 2016.
Al cap d'un any, no podia continuar creient a causa de totes les contradiccions en l'Alcorà. Li causà un gran temor i tristesa el fet que l'ateisme i l'apostasia són castigats amb la mort a Aràbia Saudita, i que probablement havia de deixar el país si volia sobreviure.
Ahmad cercà ajuda en grups d'internet com Faith to Faithless, Exmusulmans d'Amèrica del Nord i República Atea.

### Problemes familiars

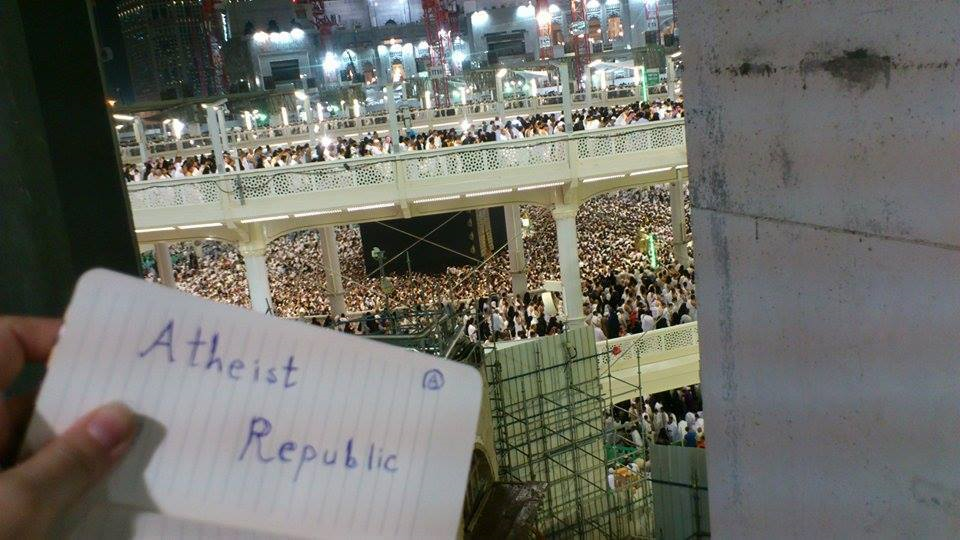
Rana sosté un paper escrit amb el nom de l'organització Atheist Republic "República Atea" en la Mesquita Gran de la Meca

El germà major d'Ahmad li va instal·lar un micròfon ocult a l'habitació per controlar-la. Quan es va adonar que ella parlava per telèfon a un home, va intentar assassinar-la. Son pare, en sentir els crits, hi va intervenir. Després de l'incident, Rana Ahmad va intentar suïcidar-se, però novament son pare la va trobar a temps per salvar-li la vida. Posteriorment, Ahmad va aconseguir una nova ocupació com a secretària d'una escola per a xiquets amb discapacitat intel·lectual mentre estudiava filologia anglesa.
Quan sa mare va descobrir els tuits de Rana Ahmad sobre els seus dubtes religiosos, la va posar sota arrest domiciliari un mes sense tenir accés a l'ordinador o al mòbil. Al 2014, va ser forçada a participar en el hajj.
Ahmad va sol·licitar a Atheist Republic que pugessin la foto que es veu més amunt a Facebook després que ella se n'anàs de la Meca, la qual cosa feu el 3 d'agost del 2014; uns dies després, Rana estava aclaparada en assabentar-se que la foto s'havia fet viral.

### Vol

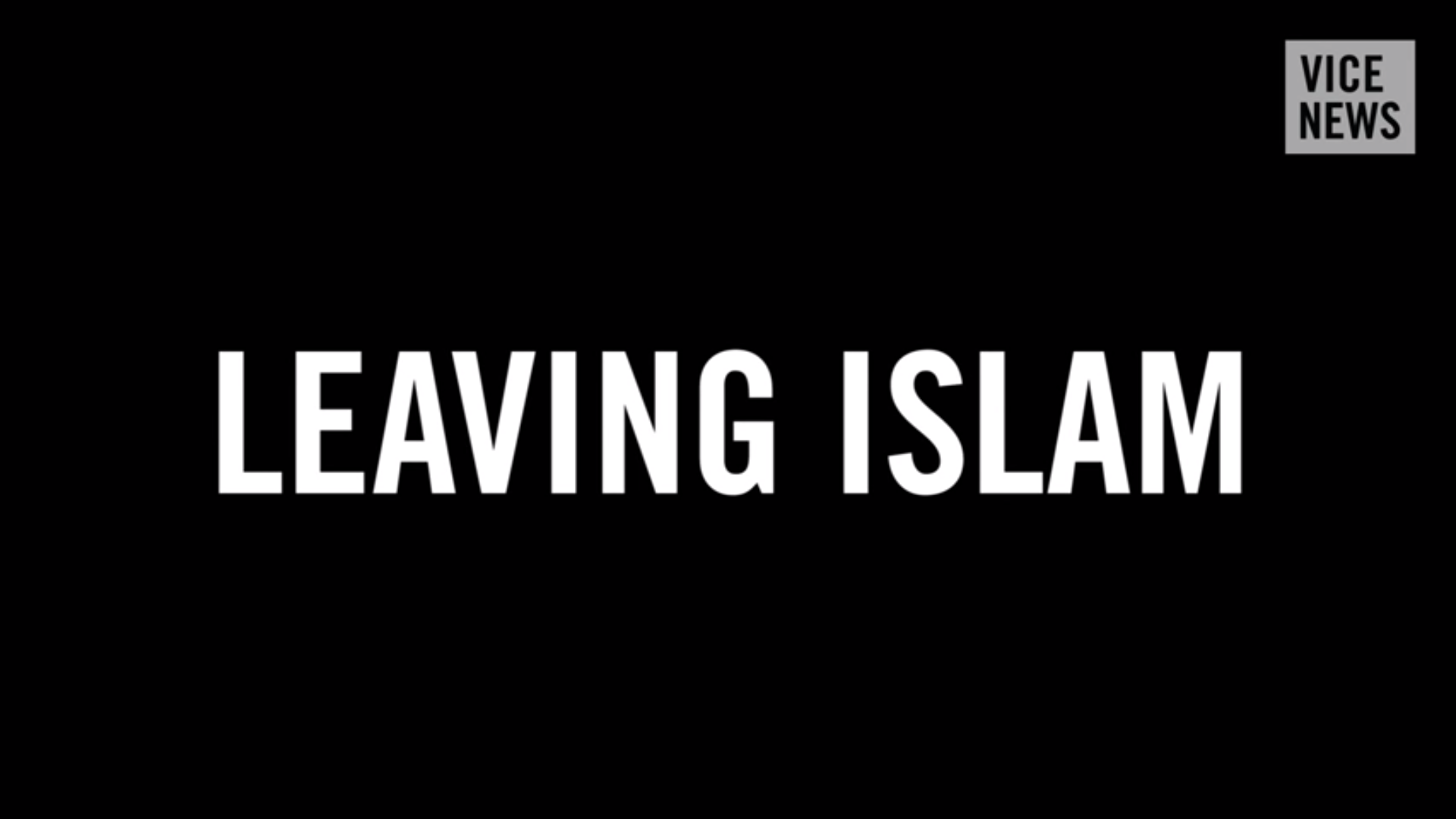
El film de 2016 Rescatant Exmusulmans: deixant l'islam, produït per Vice News, documenta el vol de Rana Ahmad cap a Alemanya

Ahmad volgué escapar del país ajudada per Faith to Faithless. Al principi, Ahmad volia arribar als Països Baixos, però l'ambaixada s'hi va negar.
Pel fet que el seu passaport sirià anava a expirar a la fi del 2015 i l'ambaixada de Síria a Aràbia Saudita era tancada des del 2012 (a causa de la Guerra Civil siriana), Ahmad va haver d'afanyar-se per a volar a un país que no requeria visa, com ara Turquia.
Després d'uns dies, es trobà amb un amic (un altre exmusulmà de Síria) a Esmirna. Per primera vegada en la seua vida, Ahmad va ballar als carrers i va beure alcohol. Va rebre, però, la notícia que la seua família havia sabut que s'havia escapat a Turquia. Es va tallar el cabell, el va tenyir de ros i es va posar lents de contacte de diferent color com a disfressa.
Després, Armin Navabi, fundador d'Atheist Republic, començà una campanya de recaptació de fons per a finançar el seu sojorn i viatges addicionals dins de la Unió Europea. Després d'intentar inútilment aconseguir una visa per a entrar a la Unió Europea per cinc mesos, Ahmad va decidir travessar il·legalment la frontera amb Grècia en barca, cosa que va aconseguir al tercer intent.

### Vida a Alemanya
Arribà a Alemanya al novembre del 2015, i hagué de passar un any en un camp de refugiats a una hora de distància de Colònia abans que li assignassen una casa. El 31 de desembre del 2015, l'equip de filmació de Vice News la visità a Colònia.
 Va descobrir, en escriure a Maryam Namazie, que la seu del Consell Central d'exmusulmans era a Colònia i després de contactar a Mina Ahadi, el consell, i la Fundació Giordano Bruno, li trobaren una casa.
Rana declarà al març del 2018 "Amo Alemanya, amo la meua vida lliure a Alemanya." Va voler adaptar-s'hi ràpidament, obtenir la ciutadania alemanya, millorar el nivell d'alemany i donar suport a les activitats del Consell Central d'Exmusulmans. Des de finals del 2018, Ahmad estudia física a Colònia.

## Activisme a Alemanya
Rana Ahmad ha parlat en moltes entrevistes per a diferents mitjans, sobretot alemanys i francesos, sobre les seues experiències i opinions polítiques i religioses. Especialment, sobre les polítiques d'Aràbia Saudita, el príncep Mohammed bin Salman i l'assassinat del periodista Yamal Jashogyi a l'octubre del 2018.
Ahmad comentà que les autoritats saudites han fallat a promoure els drets de les dones, que molts activistes són sovint empresonats i, per tant, envien un missatge a les dones que no tenen futur a Aràbia Saudita i les obliguen a emigrar del país.
El documental produït per Vice News, Deixant l'islam: rescatant exmusulmans, en què es documenta part del viatge d'Ahmad des d'Aràbia Saudita fins a Alemanya, es publicà al febrer del 2016. El 5 de març de 2016, Rana Ahmad feu el seu primer discurs públic a Colònia en un aplec del Consell Central d'Exmusulmans. Va parlar en àrab sobre la seua vida a Aràbia Saudita, la fugida, i la seua opinió sobre com els països occidentals han de tractar els refugiats com ella.
Ahmad donà una entrevista important al Frankfurter Allgemeine Zeitung al juny del 2016. Encara vivia al camp de refugiats. "No odie els musulmans, tinc també amics musulmans que m'accepten tal com soc. El que odie és que no reconeguen els drets en nom de la religió, especialment a les dones", comentà Ahmad en l'entrevista. Tot i que afirma que no té problemes amb la gent que manté creences islàmiques, li molesta veure xiquetes d'entre 6 i 8 anys forçades a dur vel a Alemanya, on es viu sota les lleis alemanyes i no la xaria.
Amb l'ajuda del Consell Central d'Exmusulmans i la Fundació Giordano Bruno, Ahmad creà l'associació Assistència a Refugiats Ateus (Atheist Refugee Relief) al març del 2017.